# Luftkampf

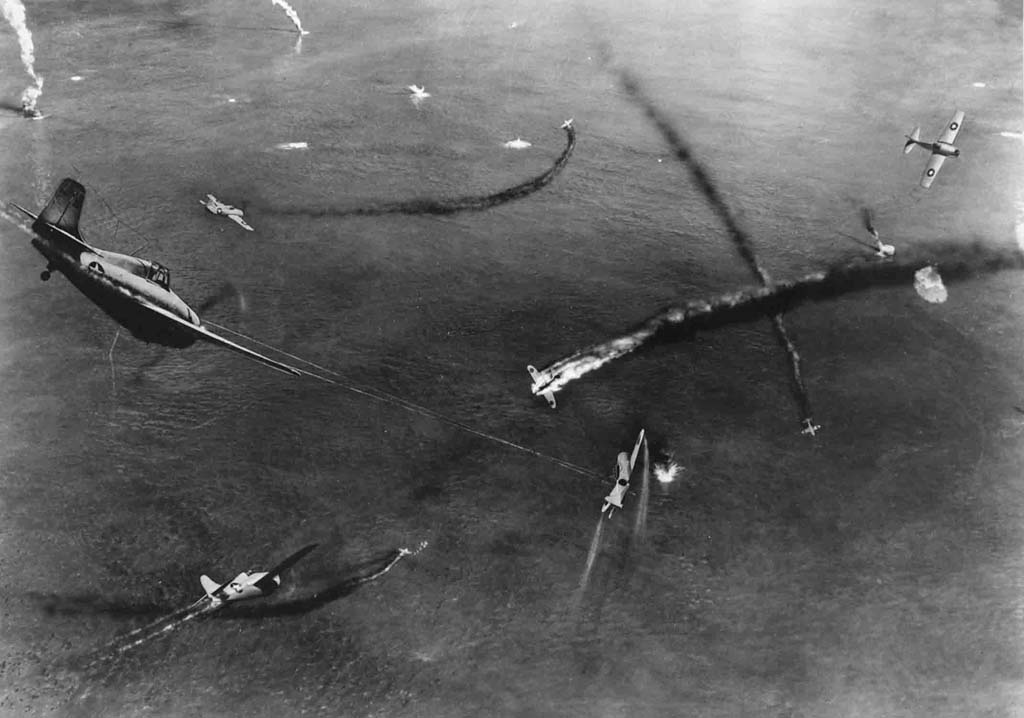
Luftkämpfe im Pazifik, Juni 1942
(Diorama von Norman Bel Geddes)

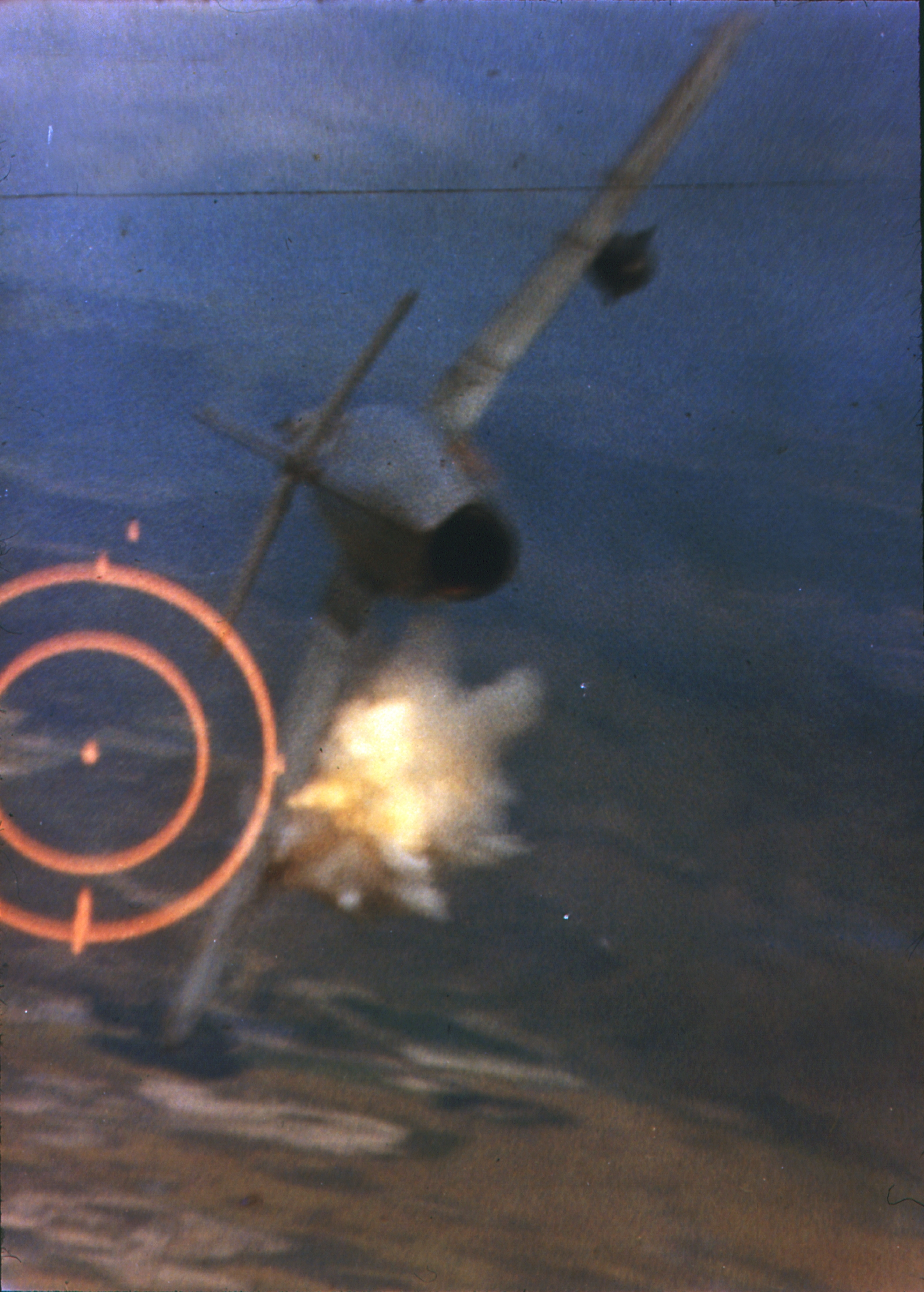
Abschuss einer MiG-17 durch eine F-105D am 3. Juni 1967

Ein Luftkampf ist der Kampf gegnerischer Luftfahrzeuge mit Abschussabsicht, in der Regel im Krieg. Er wird für gewöhnlich mit eigens dazu konstruierten Kampfflugzeugen geführt, kann aber auch seit einigen Jahrzehnten nur zwischen Kampfhubschraubern stattfinden.

## Geschichte

### Entwicklung im Ersten Weltkrieg
Bereits im Ersten Weltkrieg erwies sich im Luftkampf die Position am Heck des Gegners als beste Ausgangsposition für einen Abschuss mit geringer Selbstgefährdung. Während bei zweisitzigen Maschinen ein Bekämpfen des am „Heck klebenden“ Gegners mit Bordwaffen möglich war, wenn auch weniger erfolgversprechend als ein Angriff mit den meist stärkeren, nach vorn gerichteten Angriffswaffen, so war der Pilot eines Einsitzers praktisch schutzlos gegen einen Angriff von hinten. Daraus ergab sich die Notwendigkeit, selbst in diese überlegene Position zu kommen.
Mit der Forderung der militärischen Führung nach stärker motorisierten und wendigeren Maschinen wollte man den eigenen Piloten einen generellen Vorteil im Kurvenkampf verschaffen. Diese hätten eine stärker steigende Spirale als der Gegner fliegen können, d. h., sie wären kaum ins Visier des Feindes geraten. Auch hätte mehr Leistung die Gefahr, ins Trudeln zu kommen, oder die eines plötzlichen Absackens verringert. Wendigere Flugzeuge waren in der Lage, die Kurven enger zu ziehen, und konnten sich somit besser in eine gute Schussposition bringen. Motorisierung, Schwerpunkt und Steuerung wurden auf diese Punkte hin überprüft und optimiert. Zum Ende des Krieges wurden neue Maschinen entwickelt, die für den Kurvenkampf optimiert waren, etwa Fokker D.VII und Sopwith F-1.
Ein Vorteil im Kurvenkampf entstand auch durch das Fliegen in einem Verband oder mit einem Flügelmann. Man konnte so den Feind, der die erste Maschine angriff, mit der unbedrohten Maschine bekämpfen. Die Luftkampftaktik erwies sich als wirksam. Allerdings standen nicht immer genug Maschinen für diese Taktik zur Verfügung.
Der erste mit einem Abschuss endende Luftkampf datiert vom 5. Oktober 1914. Zwei französischen Flugzeugen gelang es, eine deutsche Maschine mit zwei Fliegern abzuschießen, die den Absturz nicht überlebten. Der Abschuss erfolgte mit einem vor dem Cockpit einer Voisin montierten Maschinengewehr durch den Piloten Joseph Frantz. Der deutsche Aviatik-Doppeldecker stürzte bei Reims ab.

### Zweiter Weltkrieg
Mit der Entwicklung von starken Triebwerken bis hin zum Düsenantrieb verlor der Vorteil eines engeren Kurvenradius an Bedeutung. Hohe Geschwindigkeit und starke Bewaffnung zusammen mit der Entwicklung des Radars zur Aufspürung feindlicher Flugzeuge waren die Schlüsselfaktoren des Luftkampfes im Zweiten Weltkrieg.
Die Form des Luftkampfes wurde von der in der Zwischenkriegszeit weit verbreiteten Vorstellung geprägt, einen Krieg allein aus der Luft führen und gewinnen zu können. Rohstoffreiche Länder wie die USA setzten dies um, indem sie große Flotten von stark bewaffneten Langstreckenbombern bauen ließen. Rohstoffarme Länder wie Deutschland hofften auf die kriegsentscheidende Wirksamkeit von taktischen Luftflotten.
Im Verlauf des Zweiten Weltkrieges bildeten die Alliierten auch taktische Luftflotten zur Unterstützung der Bodentruppen in Nordafrika und während der Invasion aus, während die deutsche Luftwaffe etwa in der Luftschlacht um England versuchte, einen strategischen Luftkrieg zu führen.
Luftkämpfe fanden in erster Linie statt, um:
1. Luftherrschaft zu erringen, was für den Einsatz von Luftnahunterstützung als erforderlich angesehen wurde, und
2. Bomber abzufangen, die strategische oder taktische Aufgaben durchführen sollten.

Der Kampf um die Luftherrschaft fand zwischen den Jagdverbänden der gegnerischen Luftstreitkräfte statt. Dabei trafen typischerweise Verbände zwischen vier und 60 Flugzeugen aufeinander, wobei eine Gruppe zunächst versuchte, in eine günstige Ausgangsposition für einen Überraschungsangriff zu kommen. Das bedeutete, gegenüber dem Gegner an Höhe zu gewinnen und sich möglichst mit der Sonne im Rücken mit Fahrtüberschuss dem Ziel zu nähern und im Abstand zwischen 500 und 30 Metern so viele Geschosse wie möglich auf das gegnerische Flugzeug abzufeuern. Der Angriff verlief desto wirksamer, je besser der Überraschungseffekt gelungen war. In vielen Fällen hatten die angegriffenen Piloten keine Möglichkeit mehr zu defensiven Manövern.
Kurvenkampf wurde von allen Parteien soweit möglich vermieden, in seltenen Fällen, beispielsweise in Bodennähe oder in einer ausweglosen Situation, kam es dennoch zu Kurvenkämpfen, wobei die im engen Kurvenflug befindlichen Flugzeuge sehr verwundbar für andere, schnellere Angreifer waren. Die klassischen Protagonisten dieser Kämpfe waren die Piloten der Spitfire, Messerschmitt Bf 109, Hurricane, Mustang, Jakowlew, Lawotschkin und Zero Jagdflugzeuge.
Der Kampf gegen die Bomber des Zweiten Weltkrieges brachte neue Techniken und Sonderformen des Luftkampfes hervor, wie zum Beispiel die Nachtjagd. Die Erwartung der Flugzeughersteller, einen Bomber bauen zu können, der gegen Jägerangriffe unverwundbar war, wurde enttäuscht. Zwar wurde die Abwehrbewaffnung der schweren viermotorigen Bomber immer stärker, doch auch die Bewaffnung und Panzerung der Abfangjäger wurde effektiver. Trotzdem stellte sich heraus, dass eine klassische Annäherung an das Heck des gegnerischen Bombers zu riskant wurde, besonders wenn übereinander gestaffelte Pulks ihr Abwehrfeuer zusammenfassten und auf wenige Angreifer konzentrierten. So wurde im weiteren Verlauf des Krieges mit schwer gepanzerten Jägern, die selbst Jagdschutz benötigten, ein Frontalangriff gegen die Flugrichtung des Bomberpulks durchgeführt. Das minimierte die Zeit, in der sich die Angreifer in Reichweite der Abwehrwaffen der Bomber befanden, und ermöglichte Treffer im verwundbaren Bug, wo die Piloten saßen.
Eine auf die eigenen Bordwaffen angewiesene Bomberflotte musste dadurch relativ hohe Verluste erleiden, so wurden Begleitjäger in großer Anzahl benötigt, um die Abfangjäger schon vor dem Abfangeinsatz abzudrängen oder nach dem Einsatz zu ihren Stützpunkten zu verfolgen und dort bei der Landung abzuschießen. Die Hauptbeteiligten dieser Szenarien waren die Piloten und Bordschützen der B-17- und B-24-Bomber und der Fw 190-, Bf 110-, Thunderbolt-, Lightning- und Mustang-Jäger.

### Nach 1950
Im Koreakrieg kämpfte man schon mit strahlgetriebenen Flugzeugen, unter anderem die US-amerikanischen Piloten in der F-86 gegen die chinesischen Gegner in MiG-15 zunächst nur mit Bordkanonen und ungelenkten Raketen. Erst mit der Entwicklung wärmegelenkter Luft-Luft-Raketen wie der AIM-9 und AIM-7 im Zusammenspiel mit einem Bordradar konnte der Gegner auf größere Reichweite zielsicher bekämpft werden, was die Amerikaner zu Kampfflugzeugentwürfen ohne Kanonenbewaffnung verleitete. Ein fataler Fehler, der im Vietnamkrieg zu unnötigen Verlusten führte.
So gingen anfangs beispielsweise zahlreiche McDonnell F-4 in Luftgefechten mit vietnamesischen Jägern wie der MiG-19 oder der MiG-21 verloren, weil ihre wärmegelenkten Luft-Luft-Raketen aufgrund der tropischen Sonneneinstrahlung ihr Ziel verfehlten.
Im Falklandkrieg lag die Hauptlast des Luftkampfs auf britischer Seite bei den Hawker Siddeley Harrier, die als langsamer Senkrechtstarter eigentlich für Bodenkampf- und Unterstützungeinsätze konzipiert waren. Aber aufgrund ihrer Wendigkeit, ihrer ungewöhnlichen Flugmanöver und überlegenen Avionik errangen sie schnell die Lufthoheit über die argentinische Luftwaffe mit ihren mehr als doppelt so schnellen und besser bewaffneten Mirage-Jagdflugzeugen.

### Moderne Entwicklungen
Auseinandersetzungen zwischen modernen Jagdflugzeugen werden durch die Zusammenwirkung von Radar, vernetzten Kommunikationssystemen und Bordcomputern sowie von sogenannten intelligenten Waffensystemen bestimmt, welche ihr Ziel nach dem Abschuss ohne weitere Mitwirkung eines Piloten finden. Die Bordkanone gehört heute wieder zur Standardbewaffnung der meisten Kampfflugzeuge, nachdem bei Entwicklungen in den späten 1950er Jahren (u. a. McDonnell F-4) anfangs darauf verzichtet worden war. In Luftkämpfen zwischen modernen Kampfflugzeugen hat sich gezeigt, dass Raketen oft nicht treffen und dadurch die Bordkanone gefragt ist:
Die Bedrohung durch einen Gegner im Heck des eigenen Flugzeuges ist um ein Vielfaches höher als die riskante und daher seltenere frontale Annäherung an den Gegner bei hoher Geschwindigkeit. Daher werden auch an modernste Jäger noch die Anforderungen gestellt, die ein erfolgreiches Jagdflugzeug im Kurvenkampf ausmachen: u. a. Wendigkeit und relativ hohe Leistung der Triebwerke. Diese Leistungen lassen sich in den beiden wichtigsten Kenngrößen zusammenfassen:
Schub-Gewicht-Verhältnis
Flächenbelastung.
Moderne Kampfflugzeuge wie die russischen Typen Suchoi Su-27 und MiG-29, aber auch westliche Muster wie die Saab 39 Gripen, General Dynamics F-16, Lockheed F-22 und der Eurofighter vereinen alle in den vergangenen neunzig Jahren gemachten Erfahrungen:
- Pilot und Sensoren: der Pilot sitzt erhöht und hat dadurch eine exzellente Rundumsicht; sein Schleudersitz ist angewinkelt, um hohen G-Kräften besser widerstehen zu können und sein Cockpit ist auch für längere Einsätze geräumig genug; er verfügt über ein leistungsfähiges Bordradar, einen IR-Sensor sowie neuerdings am Helm montierte, rein optische Zielsensoren, die allesamt von einer zentralen Rechnereinheit verwaltet werden; der Pilot hat alle wichtigen Funktionstasten und den Schubhebel in seinen Händen (HOTAS = Hands on throttle and stick); alle wichtigen Parameter, die Radar- und IR-Sensordaten und der laufende Zustandsbericht werden ihm auf einem Head-Up-Display (HUD) direkt hinter der Frontscheibe angezeigt.

- Flugzeug: es ist extrem wendig und hat Nachverbrennungs-Triebwerke mit einem sehr hohen Schubüberschuss, die mehr Schub geben, als das Kampfgewicht des Flugzeugs beträgt, weshalb sehr enge Kurven ohne Strömungsabriss geflogen werden können; die Flügel haben über die ganze Länge bewegliche Vorderkanten (Slats) sowie Steuerklappen (Flaps); die Leitwerke sind häufig doppelt vorhanden, genau wie die Triebwerke; die Tankkapazität ist groß genug für lange Anflugwege, eine längere Verweildauer im Kampfgebiet und für einen ausgedehnten Luftkampf und wird bei Bedarf durch externe Zusatztanks sowie Luftbetankung unterstützt.

- Bewaffnung: sowohl für die Abfangjagd auf große und mittlere Entfernung (BVR = Beyond Visual Range, jenseits des Horizonts; wirkungsvolle Entfernung 50–10 km) als auch im Nahbereich (CAC = close air combat, enger Luftkampf; 10–1 km) sind Flugkörper an Bord, für den „Dogfight“ mit Distanzen unter 1000 m entsprechend eine fest installierte Bordkanone; als Defensivmittel sind ECM (Electronic counter measures, Elektronische Gegenmaßnahmen) zur aktiven und Chaffs (Düppel) zur passiven Störung v. a. von Radaranlagen sowie Flares (Magnesiumleuchtfackeln) zur Ablenkung hitzesuchender Raketen in Behältnissen meist am hinteren Flugzeugrumpf permanent vorhanden.

Wegen neuartiger Materialien, ausgefeilter Aerodynamik und der erwähnten leistungsfähigen Triebwerke sind auch neue Kampftaktiken wie das schwedische Kobramanöver entwickelt worden, bei dem der Verfolgte durch eine „Vollbremsung“ bei überzogenem Anstellwinkel den Verfolger über sich hinausschießen lässt. Manche Flugzeugtypen, die ursprünglich nicht zur Jagd entwickelt wurden, haben sich wegen ihrer speziellen Auslegung jedoch als geeignete Luftkämpfer erwiesen, z. B. die F-105 (im Vietnamkrieg gegen MiG-17) wegen ihrer hohen Beschleunigung und Endgeschwindigkeit im Tiefflug, die Harrier (im Falklandkrieg gegen Mirage III wegen ihrer Fähigkeit, in der Luft stehenbleiben zu können) und der Panavia Tornado (bisher nur in Übungen gegen z. B. F-15) wegen ihrer Schwenkflügel, während andere spezielle Jagdflugzeugentwürfe eine sekundäre Rolle zugewiesen bekamen, z. B. die Messerschmitt Bf 110 (Zweiter Weltkrieg), die F-100 und die F-104 (beide Vietnamkrieg).

## Erfolgsfaktoren
Für die Beurteilung der Überlegenheit einer Seite sind Taktik, Strategie und Ausrüstung relevant:
Taktik: Individuelle Fähigkeiten, das eigene Flugzeug in eine geeignete Position für den Angriff zu bringen. Dazu ist das Beherrschen von Luftkampfmanövern, sowie eine korrekte Einschätzung der Kräfte des Gegners (situational awareness) und die Berücksichtigung von Umweltbedingungen (wie zum Beispiel Stand der Sonne, Bewölkung) erforderlich. Die Taktik war vor allem im Zweiten Weltkrieg, Korea und Vietnam von entscheidender Bedeutung. Allerdings hängen die taktischen Möglichkeiten stark von der Qualität der Ausrüstung ab. Die bessere Wendigkeit der F-86 sowie ihre belastbarere Waffenplattform gab den amerikanischen Piloten dieses Typs einen entscheidenden Vorteil. (Abschussverhältnis: 1 zu 10).
Strategie: Herstellen von geeigneten Kräfteverhältnissen, Aufteilung und Organisation von Kampfflugzeugverbänden.
Numerische Überlegenheit ist nur durch effektive Koordination der Kräfte ein Vorteil, andernfalls kommt es zu Behinderung durch die Flugzeuge der eigenen Seite. Kommunikation, Disziplin beim Formationsflug und Führungsqualitäten der Kommandeure sind dazu die Schlüsselelemente. Sie treten aber gegenüber der technischen Ausrüstung immer mehr in den Hintergrund.
Ausrüstung: Technische Überlegenheit bei luft- als auch bodengestützten Geräten macht in der heutigen Zeit einen zahlenmäßigen Nachteil mehr als wett. In der Luft bezieht sich die Überlegenheit auf Reichweite, Anzahl, ortbare Ziele (HARM) und Zuverlässigkeit der Raketen. Hierfür ist ein perfektes Zusammenspiel von leistungsfähiger Hard- und Software im Inneren der Rakete entscheidend. Bei den bodengestützten Komponenten ist die Qualität der Kommunikationseinrichtungen, der Luftraumüberwachung und der Frühwarnsysteme von Bedeutung.

## Luftsieg
Als Luftsieg bezeichnet man im Luftkrieg den Abschuss eines Gegners in der Luft. Dabei ist es unerheblich, ob es sich bei dem abgeschossenen Gegner um ein Jagdflugzeug, einen Bomber, Transporter oder z. B. einen Ballon oder Zeppelin (Erster Weltkrieg) oder etwa auch um V1-Flugkörper (Zweiter Weltkrieg) handelt.
Als Fliegerasse bezeichnet man Piloten, die mindestens fünf Luftsiege für sich verbuchen können, wobei im Zweiten Weltkrieg in den USA auch Halbe- und Viertel-Abschüsse zusammengezählt wurden. Zum Teil wurden Filmkameras mit den Maschinengewehren der Flugzeuge gekoppelt, um Belege für Luftsiege zu sammeln. Während es im Ersten Weltkrieg relativ einfach war, die Angaben über Abschüsse zu überprüfen, wurden im Zweiten Weltkrieg die jeweiligen Rottenflieger oder Staffelkapitäne befragt, um die Abschüsse zu bestätigen.
Siehe hierzu auch:
Erich Hartmann; Max Immelmann; Oswald Boelcke; Adolphe Pégoud; Manfred von Richthofen

## Kurvenkampf (Dogfight)
Als Dogfight (deutsch Hundekampf) wird umgangssprachlich der Kurvenkampf in einem Luftgefecht zwischen zwei Kampfflugzeugen bezeichnet. Dieser Ausdruck wurde wahrscheinlich von britischen und US-amerikanischen Soldaten im Ersten Weltkrieg geprägt. Tatsächlich machen zwei Flugzeuge, welche versuchen, jeweils hinter das Heck des Gegners zu kommen, den Eindruck zweier Hunde, die sich im Kräftemessen vor einem Kampf beschnuppern und belauern.
Die Hunde gehen dabei immer im Kreis, um zu verhindern, dass ihr Gegner in eine überlegene Kampf- bzw. Beißposition kommt.

## Sonstiges
Unbemannte Flugzeuge könnten in Zukunft selbsttätig oder ferngesteuert Luftkämpfe führen. Dabei können sie radikalere Flugmanöver fliegen als bemannte Flugzeuge, weil Piloten ab einer gewissen Stärke auf sie wirkender Kräfte (siehe auch: Anti-g-Anzug) kurzzeitig nicht sehen können (Einschränkungen der Sehfähigkeit: Tunnelblick, Greyout, Blackout) oder völlig ohnmächtig werden. Bereits existierende bewaffnete Drohnen sind als Jagdbomber ausgelegt.
Eine der ersten filmischen Verarbeitungen war der Dokumentar-Stummfilm Luftkämpfe. Ein Tag bei einer Jagdstaffel im Westen von 1917.